# (500260) 2012 KF49
(500260) 2012 KF49 es un asteroide perteneciente al cinturón de asteroides, descubierto el 15 de mayo de 2012 por el equipo del Pan-STARRS desde el Observatorio de Haleakala, Hawái, Estados Unidos.

## Designación y nombre
Designado provisionalmente como 2012 KF49.

## Características orbitales
2012 KF49 está situado a una distancia media del Sol de 2,626 ua, pudiendo alejarse hasta 2,988 ua y acercarse hasta 2,265 ua. Su excentricidad es 0,137 y la inclinación orbital 10,74 grados. Emplea 1555,11 días en completar una órbita alrededor del Sol.

## Características físicas
La magnitud absoluta de 2012 KF49 es 16,7.